# Sanna kyrka
Sanna kyrka är en kyrka som tillhör Jönköpings församling i Jönköpings kommun.

## Kyrkobyggnaden
Kyrkan uppfördes 1929 efter ritningar av arkitekt Oskar Öberg.
Predikstol, altare och dopfunt finns i koret som kan avskiljas från övriga kyrkorummet med ett draperi.
I november 2001 beslutade Jönköpings Kristina församlings kyrkoråd att avlåta delar av lokalerna till en kristen förskola.

## Orgel
- 1969 byggde Anders Perssons Orgelbyggeri, Viken en mekanisk orgel.

| Manual       | Pedalverk  | Koppel  |
| Gedackt 8'   | Sordun 16' | Man/ped |
| Rörflöjt 4'  |            |         |
| Principal 2' |            |         |
| Oktava 1'    |            |         |